# José María Morelos, Oaxaca
José María Morelos är en ort i Mexiko.   Den ligger i kommunen Santa María Huazolotitlán och delstaten Oaxaca, i den sydöstra delen av landet, 400 km söder om huvudstaden Mexico City. José María Morelos ligger 32 meter över havet och antalet invånare är 2 331.
Terrängen runt José María Morelos är platt åt sydväst, men åt nordost är den kuperad. Runt José María Morelos är det ganska glesbefolkat, med 26 invånare per kvadratkilometer. Närmaste större samhälle är Santiago Jamiltepec, 14,2 km nordost om José María Morelos. I omgivningarna runt José María Morelos växer i huvudsak lövfällande lövskog.